# Eugenio Sánchez Agramonte
Eugenio Sánchez Agramonte (Camagüey, 1865-La Habana, 1933) fue un político, médico y terrateniente cubano.

## Biografía
Nacido en Camagüey el 17 de abril de 1865, fue médico y jefe superior de Sanidad del Ejército cubano, del que fue general, durante la guerra de independencia cubana. También fue director de la Casa de Beneficencia. Presidente del Partido Conservador, desempeñó los cargos de presidente del Senado de Cuba, senador y secretario de Agricultura, Comercio y Trabajo. Falleció el 9 de marzo de 1933 en La Habana y fue presumiblemente enterrado en el cementerio de Colón. Estuvo casado con Caridad Estevan y tuvo como hijos a Anita y Eugenio.